# Skolastiska övningar
Skolastiska övningar är en roman eller tankebok från 2012 av den svenske författaren Einar Askestad. Handlingen utspelar sig på ett torg där diverse samhällsfenomen skildras i korta, aforistiska stycken.
Boken gavs ut av MBM förlag med stöd från Statens kulturråd. Det var författarens nionde bok. En detalj ur Philipp Otto Runges målning Der Morgen från 1809 pryder bokens omslag.

## Mottagande
Niklas Qvarnström skrev i Sydsvenskan: "Ondskans problem, jämte själviskhetens och dumhetens, utreds efter klassiskt filosofiskt mönster, med en logik som lägger krokben för sig själv och ibland bäddar för en språklig slapstick-humor som jag nog inte är ensam om att associera till Michaux, Kurt Schwitters och andra modernistiska särlingar med en förkärlek för det lakoniska. Askestad är onekligen en främmande fågel i samtida svensk litteratur, men hans valfrändskaper ter sig ganska lätta att identifiera." I Smålandsposten skrev Jonna Fries: "Klarheten i rösten, vridningen i texten, och de förtätade bilderna i [Askestads] fragmentariska genomlysning är oavbrutet utmanande och engagerande – framför allt för sin vassa spännvidd mellan historia och nutid, högt och lågt. Skolastiska övningar är helt enkelt en rungande prövning, framförd med en lika lekfull som kraftfull precision."